# 레일라 하타미
레일라 하타미(페르시아어: لیلا حاتمی, 영어: Leila Hatami, 1972년 10월 1일 ~ )는 이란의 배우이다. 2011 베를린 영화제 은곰상 여우주연상, 파즈르 국제 영화제 크리스털 시무르그 여우주연상 2회(2009, 2017) 수상자이다.

## 작품 목록
- 레일라 (1996)
- 쉬린 (2008)
- 씨민과 나데르의 별거 (2011)
- 라스트 스텝 (2012)
- 당신의 세상은 지금 몇 시? (2014)